# Antonio I di Monaco
Antonio I di Monaco (Parigi, 25 gennaio 1661 – Monaco, 20 gennaio 1731) fu Principe di Monaco dal 1701 al 1731 e primo Marchese effettivo di Baux, nonché Duca di Valentinois.

## Biografia

### Infanzia
Antonio Milo Luigi era figlio di Luigi I di Monaco e di Catherine Charlotte de Gramont. Antonio era parente di: Fulvio Grimaldi, Chevalier de Grimaldi, Bernardino Grimaldi e Clemente Grimaldi. Inoltre era lontano parente di Casa Savoia, del Conte Galeazzo Ciano e della famiglia Manzoni. 

### Matrimonio

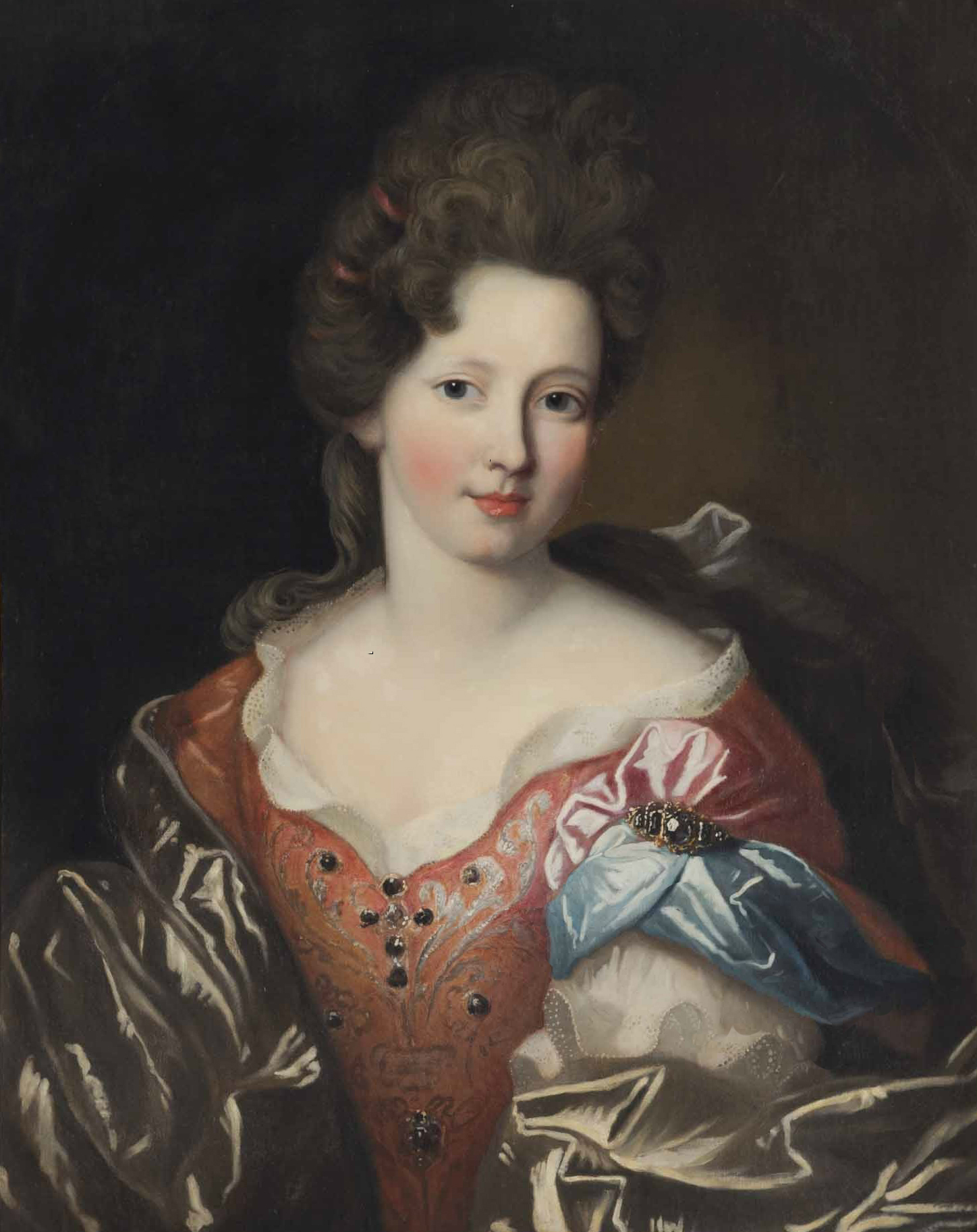
Maria di Lorena ritratta da Pierre Mignard

Antonio sposò, il 13 giugno 1688, Maria (1674-1724), figlia di Luigi di Lorena, Conte d'Armagnac. Al loro matrimonio partecipò come testimone Luigi XIV di Francia in persona.
La coppia ebbe sei figli, ma solo due sopravvissero alla maggiore età. Antonio ebbe ad ogni modo una serie di altri figli illegittimi avuti anche da relazioni con attrici e ballerine.

### Carriera militare
Durante la guerra della Grande Alleanza combatté nella campagna di Germania del 1688 e con le armate francesi partecipò agli assedi di Mons e Namur. Fu poco dopo la sua ascesa al trono che Antonio I venne coinvolto nella Guerra di successione spagnola che già suo padre aveva tentato di evitare diplomaticamente fallendo nell'intento.

### Principe di Monaco

Il principe Antonio di Monaco in un francobollo

Il Principato di Monaco stesso venne coinvolto quando il Ducato di Savoia prese parte ad un'alleanza anti-francese nel 1705. Furono quelli tempi critici per Monaco, in quanto il piccolo stato era bloccato in mare dalla British Royal Navy e dai monti dalle truppe sabaude. Il principe Antonio, schierato con la Francia, era intenzionato a prendere il possesso della città di Turbia (già luogo di una grande vittoria all'epoca dell'imperatore Augusto) dal momento che essa era in una posizione strategica e facilmente difendibile da una fortezza di una certa portata. Ad ogni modo il comandante francese sul fronte italiano, il Maresciallo del La Feuillade, duca di Roannais, si rifiutò di inviare dei rinforzi per difendere Turbia e ordinò invece che la fortezza venisse distrutta per danneggiare i nemici. Antonio non tollerava l'arroganza e l'inesperienza del giovane de La Feuillade, favorito al comando da un titolo altisonante e da importanti legami familiari. Ad ogni modo gli ordini del comandante francese vennero eseguiti.
Nel frattempo il principe Antonio lavorava febbrilmente per fortificare Monaco e rafforzare le difese del proprio dominio. Le sue fortificazioni sono ancora oggi visibili nella parte antica della città di Monaco e nel cosiddetto "Fort Antoine".
Antonio era anche interessato alla botanica: nel tempo libero egli coltivava nei propri giardini diverse essenze come aloe, agave e cactus. Questi ultimi venivano piantati in particolare lungo le mura della città per prevenire in qualche modo gli attacchi dei nemici.
Tutte le fortificazioni fatte edificare dal principe Antonio, ad ogni modo, non dovettero rappresentare una facile sacrificio in quanto Luigi I, suo predecessore, aveva fortemente dilapidato il patrimonio statale. Per la sicurezza dello stato, dunque, egli giunse a fondere la propria argenteria ed a rivendere i gioielli di famiglia al fine di ricavarne del denaro da investire per i propri scopi. Altre fortificazioni vennero eseguite sulla scia di bunkers per la protezione della popolazione o cisterne supplementari d'acqua in caso di assedi. I lavori si conclusero nel 1713 con il termine della guerra di successione spagnola.
Nel 1713 ai negoziati per la fine della guerra, era ormai palese che il Principato di Monaco si trovasse in pieno pericolo di venire venduto dalla Francia, che era nel corso dei secoli divenuta sempre più il protettore ufficiale del piccolo stato. Nel corso delle trattative che portarono alla stesura del Trattato di Utrecht, il Duca di Savoia domandò che il Principato di Monaco passasse alla corona sabauda ma Luigi XIV protestò ribadendo che Monaco era uno stato indipendente e non una proprietà della Francia, rafforzando l'indipendenza del piccolo stato. Questa indipendenza costò a Monaco le città di Mentone e Roccabruna che dovettero essere riconosciute al Piemonte come sovranità, fatto che sino al 1860 creerà ambiguità sull'amministrazione.

### Ultimi anni e morte
Gli ultimi anni della sua vita si concentrarono essenzialmente sul trovare un marito alla figlia Luisa Ippolita, dal momento che egli non aveva avuto alcun erede maschio dal proprio matrimonio con Maria di Lorena. Uno dei suoi figli illegittimi fu Chevalier de Grimaldi, che reggerà di fatto la politica del Principato per i successivi cinquant'anni.
Antonio I morì a Monaco il 20 febbraio 1731.

## Discendenza

### Legittimi
I figli nati dal matrimonio furono:
1. Antonietta (1690-1696)
2. Caterina Carlotta (7 ottobre 1691-18 giugno 1696)
3. Elisabetta Carlotta
4. Luisa Ippolita (1697-1731)
5. Margherita Camilla (1º maggio 1700-27 aprile 1758)
6. Maria Paolina Teresa Devota

### Illegittimi
Con Elisabetta Durfort (una ballerina), ebbe i seguenti figli:
1. Antonio Grimaldi (1697 – 1784), conosciuto come le Chevalier de Grimaldi

Con Vittoria Vertu (ballerina dell'Opera di Parigi), ebbe i seguenti figli:
1. Antonietta, mademoiselle de Saint-Rémy

Con una donna sconosciuta, ebbe i seguenti figli:
1. Luisa Maria Teresa (1705 – 1723)

## Ascendenza
|                                 |                       |                      | Genitori                         |  |  | Nonni |  |  | Bisnonni             |  |  | Trisnonni        |  |
|                                 |                       |                      |                                  |  |  |       |  |  | Onorato II di Monaco |  |  | Ercole di Monaco |  |
|                                 |                       |                      |                                  |  |  |       |  |  | Onorato II di Monaco |  |  | Ercole di Monaco |  |
|                                 |                       | Maria Landi          |                                  |  |  |       |  |  | Onorato II di Monaco |  |  |                  |  |
| Ercole Grimaldi                 |                       |                      |                                  |  |  |       |  |  | Onorato II di Monaco |  |  |                  |  |
|                                 |                       | Ippolita Trivulzio   | Carlo Emanuele Teodoro Trivulzio |  |  |       |  |  |                      |  |  |                  |  |
|                                 |                       | Ippolita Trivulzio   | Carlo Emanuele Teodoro Trivulzio |  |  |       |  |  |                      |  |  |                  |  |
|                                 |                       | Ippolita Trivulzio   | Caterina Gonzaga                 |  |  |       |  |  |                      |  |  |                  |  |
| Luigi I di Monaco               |                       | Ippolita Trivulzio   |                                  |  |  |       |  |  |                      |  |  |                  |  |
|                                 |                       | Luca Spinola         | Gaspare Spinola                  |  |  |       |  |  |                      |  |  |                  |  |
|                                 |                       | Luca Spinola         | Gaspare Spinola                  |  |  |       |  |  |                      |  |  |                  |  |
|                                 |                       | Luca Spinola         | Maria Doria                      |  |  |       |  |  |                      |  |  |                  |  |
| Maria Aurelia Spinola           |                       | Luca Spinola         |                                  |  |  |       |  |  |                      |  |  |                  |  |
|                                 |                       | Pellina Spinola      | Giovanni Battista Spinola        |  |  |       |  |  |                      |  |  |                  |  |
|                                 |                       | Pellina Spinola      | Giovanni Battista Spinola        |  |  |       |  |  |                      |  |  |                  |  |
|                                 |                       | Pellina Spinola      | Maria Spinola                    |  |  |       |  |  |                      |  |  |                  |  |
| Antonio I di Monaco             |                       | Pellina Spinola      |                                  |  |  |       |  |  |                      |  |  |                  |  |
|                                 | Antoine II de Gramont | Philibert de Gramont |                                  |  |  |       |  |  |                      |  |  |                  |  |
|                                 | Antoine II de Gramont | Philibert de Gramont |                                  |  |  |       |  |  |                      |  |  |                  |  |
|                                 | Antoine II de Gramont | Diane d'Andouins     |                                  |  |  |       |  |  |                      |  |  |                  |  |
| Antoine III de Gramont          | Antoine II de Gramont |                      |                                  |  |  |       |  |  |                      |  |  |                  |  |
|                                 |                       | Louise de Roquelaure | Antoine de Roquelaure            |  |  |       |  |  |                      |  |  |                  |  |
|                                 |                       | Louise de Roquelaure | Antoine de Roquelaure            |  |  |       |  |  |                      |  |  |                  |  |
|                                 |                       | Louise de Roquelaure | Catherine d'Orensan              |  |  |       |  |  |                      |  |  |                  |  |
| Catherine Charlotte de Gramont  |                       | Louise de Roquelaure |                                  |  |  |       |  |  |                      |  |  |                  |  |
|                                 |                       | Hector du Plessis    | François du Plessis              |  |  |       |  |  |                      |  |  |                  |  |
|                                 |                       | Hector du Plessis    | François du Plessis              |  |  |       |  |  |                      |  |  |                  |  |
|                                 |                       | Hector du Plessis    | Léonore de La Porte              |  |  |       |  |  |                      |  |  |                  |  |
| Françoise Marguerite du Plessis |                       | Hector du Plessis    |                                  |  |  |       |  |  |                      |  |  |                  |  |
|                                 |                       | Marie de Conan       | Nicolas de Conan                 |  |  |       |  |  |                      |  |  |                  |  |
|                                 |                       | Marie de Conan       | Nicolas de Conan                 |  |  |       |  |  |                      |  |  |                  |  |
|                                 |                       | Marie de Conan       | Anne d'O                         |  |  |       |  |  |                      |  |  |                  |  |
|                                 |                       | Marie de Conan       |                                  |  |  |       |  |  |                      |  |  |                  |  |